# Пулс, Ваут
Ваут Пулс (англ. Wouter «Wout» Poels; род. 1 октября 1987, Венрай, Лимбурге, Нидерланды) — нидерландский профессиональный шоссейный велогонщик, выступающий c 2015 года за команду Ineos Grenadiers.

## Карьера
Ваут начал свою профессиональным карьеру в нидерландской ПроКонтинентальной команде Vacansoleil. В 2012 году, во время заезда на 6 этапе Тур де Франс, Ваут попал в массовый завал и чуть не лишился почки. В 2014 году он сумел подписать контракт с командой WorldTeams Omega Pharma-Quick Step.
В сентябре 2014 года команда Team Sky объявляет о подписании с Пулсом контракта на 2015-2016 год. И сразу в марте к нему приходит его первая победа на горном этапе Тиррено — Адриатико. Позже он финиширует вторым на Туре Британии.
В 2016 году он впервые выигрывает гонку Мирового Тура UCI, в финишной разделке сумев вырвать победу на Льеж — Бастонь — Льеж.

## Выступления
2008
1-й Vuelta Ciclista a León
2009
1-й на этапе 4 — Тур Британии
2-й Tour de l'Ain
1-й на этапе 4
2011
2-й Tour de l'Ain
1-й на этапе 3
3-й Тур Средиземноморья
1-й  Молодёжная классификация
3-й Вуэльта Мурсии
4-й Тур Польши
2012
2-й Тур Люксембурга
1-й  Молодёжная классификация
1-й на этапе 3
3-й Вуэльта Мурсии
8-й Тиррено — Адриатико
1-й  Молодёжная классификация
2013
8-й Tour de l'Ain
1-й на этапе 4
9-й Тур Страны Басков
10-й Тиррено — Адриатико
2014
1-й на этапе 1 (TTT) — Тиррено — Адриатико
9-й Страде Бьянке
10-й Тур Страны Басков
1-й на этапе 4
2015
2-й Тур Британии
1-й на этапе 5
3-й Тур Абу-Даби
5-й Милан — Турин
7-й Тиррено — Адриатико
1-й на этапе 4
2016
1-й  — Вуэльта Валенсии
1-й  Очковая классификация
1-й  Горная классификация
1-й на этапе 1(ITT) и 4
1-й на этапе 5 Вуэльта Каталонии
1-й Льеж — Бастонь — Льеж
4-й Флеш Валонь
7-й Вуэльта Андалусии
2017
3-й Тур Польши
1-й на этапе 7
4-й Вуэльта Валенсии
4-й Вуэльта Андалусии
6-й Вуэльта Испании
6-й Милан — Турин
7-й Тур Гуанси
2018
1-й на этапе 4(ITT) Париж — Ницца
2-й Вуэльта Андалусии
1-й  Очковая классификация
1-й на этапе 2
2-й Тур Британии
1-й на этапе 6
2019
3-й Тур Даун Андер
3-й Волта Алгарви
7-й Тиррено — Адриатико

## Статистика выступлений

### Гранд Туры
| Гонка          | 2011 | 2012 | 2013 | 2014 | 2015 | 2016 | 2017 | 2018 | 2019 |
| -------------- | ---- | ---- | ---- | ---- | ---- | ---- | ---- | ---- | ---- |
| Джиро д'Италия | —    | —    | —    | 21   | —    | —    | —    | 12   |      |
| Тур де Франс   | НФ   | НФ   | 28   | —    | 44   | 28   | —    | 58   |      |
| Вуэльта        | 17   | —    | НФ   | 38   | —    | —    | 6    | —    |      |

### Монументальные однодневки
| Гонка                 | 2009 | 2010 | 2011 | 2012 | 2013 | 2014 | 2015 | 2016 | 2017 | 2018 | 2019 |
| --------------------- | ---- | ---- | ---- | ---- | ---- | ---- | ---- | ---- | ---- | ---- | ---- |
| Милан — Сан-Ремо      | —    | —    | —    | —    | —    | —    | —    | —    | —    | —    | —    |
| Тур Фландрии          | —    | —    | —    | —    | —    | —    | —    | —    | —    | —    | —    |
| Париж — Рубе          | —    | —    | —    | —    | —    | —    | —    | —    | —    | —    | —    |
| Льеж — Бастонь — Льеж | —    | —    | НФ   | 76   | —    | 80   | —    | 1    | —    | 117  |      |
| Джиро ди Ломбардия    | 118  | —    | НФ   | —    | —    | НФ   | 12   | НФ   | 38   | —    |      |

| —  | Не участвовал  |
| НФ | Не финишировал |